# Kserkso II.
Ovaj članak govori o sinu Artakserksa I. Za njegovog istoimenog djeca, odnosno Artakserksova oca i Darijeva sina vidi članak: Kserkso I.
Kserkso II. (staroperz. Xšayāršā) bio je Veliki kralj Perzijskog Carstva iz iranske dinastije Ahemenida koji je 424. pr. Kr. vladao svega 45 dana.

## Obitelj
Kserkso II. bio je sin Velikog kralja Artakserksa I. i kraljice Damaspije, odnosno njegov jedini legitimni prijestolonasljednik. Imao je dva polubrata; Sogdijana koji je bio sin konkubine Alogine od Babilona, te Darija II., sina konkubine Kosmartidene od Babilona.
S obzirom na njegovu kratku vladavinu, o njegovom životu postoji malo povijesnih izvora koji se uglavnom svode na pisanja povjesničara Ktezija. Poznato je da je u vrijeme vladavine njegova oca služio kao perzijski princ. Zadnji zapisi koji spominju Artakserksa I. datiraju iz 424. pr. Kr. pa se ta godina smatra godinom krunidbe i vladavine Kserksa II.

## Politički život
Čini se kako je Kserkso II. isprva bio priznat isključivo u Perziji, no nakon kratkog vremena Medija, Egipat i Babilonija priznali su legitimitet njegove vlasti.

## U Starom zavjetu
Do današnjeg dana nije razjašnjeno je li Ahasuer iz Knjige o Esteri (Stari zavjet) Kserkso II., Kserkso I., Artakserkso I. ili Artakserkso II.

## Smrt
Nakon svega 45 dana vladavine, Kserksa II. pogubio je njegov polubrat Sogdijan, kojeg je nakon samo nekoliko mjeseci ubio drugi polubrat Darije II. Zadnji od trojice polubraće vladat će Perzijom sljedeća dva desetljeća, sve do 404. pr. Kr.

## Kronologija
- 424. pr. Kr. - Kserkso II. nasljeđuje svog oca Artakserksa I. i vlada samo 45 dana.

## Poveznice
- Ahemenidsko Perzijsko Carstvo
- Artakserkso I.
- Sogdijan
- Darije II.

| Prethodnik:                          | Veliki kralj Perzije (424. - 424. pr. Kr.) ____________________ Faraon Egipta (424. - 424. pr. Kr.) | Nasljednik:                    |
| Artakserkso I. (465. - 424. pr. Kr.) | Veliki kralj Perzije (424. - 424. pr. Kr.) ____________________ Faraon Egipta (424. - 424. pr. Kr.) | Sogdijan (424. - 423. pr. Kr.) |

## Vanjske poveznice
- Britannica enciklopedija: Kserkso II.
- Kserkso II. i Sogdijan, Livius.org  Arhivirana inačica izvorne stranice od 11. prosinca 2006. (Wayback Machine)